# ケタガラン語
ケタガラン語（ケタガランご）は、オーストロネシア語族台湾諸語に属する言語である。漢字では凱達格蘭語と表記される。台湾のケタガラン族により話されていた。かつては台湾の台北都市圏、台北市、新北市に話者が分布していた。